# Fernando Peres
Fernando Peres (8. ledna 1943, Algés – 10. února 2019, Lisabon) byl portugalský fotbalista, záložník. Po skončení aktivní kariéry působil jako trenér.

## Fotbalová kariéra
Začínal v CF Os Belenenses. Dále hrál portugalskou ligu za Sporting Lisabon, se kterým získal dva mistrovské tituly a dvě vítězství v poháru. V portugalské lize hrál také jednu sezónu na hostování za tým Académica de Coimbra. Po odchodu ze Sportingu hrál postupně za brazilský CR Vasco da Gama, se kterým získal mistrovský titul, v Portugalsku za FC Porto a kariéru zakončil v Brazílii za  Sport Club do Recife a Treze Futebol Clube. V Poháru mistrů evropských zemí nastoupil v 6 utkáních a dal 1 gól, v Poháru vítězů pohárů nastoupil v 1 utkáních a dal 1 gól a ve Veletržním poháru nastoupil ve 23 utkáních a dal 8 gólů. Byl členem portugalské reprezentace na Mistrovství světa ve fotbale 1966, získal s týmem bronzové medaile za třetí místo, ale v utkání nenastoupil. Za portugalskou reprezentaci nastoupil v letech 1964–1972 ve 27 utkáních a dal 4 góly.

## Ligová bilance
| Ročník                               | Zápasy | Góly | Klub                 |
| ------------------------------------ | ------ | ---- | -------------------- |
| 1. portugalská liga 1960/1961        | 2      | 0    | CF Os Belenenses     |
| 1. portugalská liga 1961/1962        | 16     | 5    | CF Os Belenenses     |
| 1. portugalská liga 1962/1963        | 25     | 7    | CF Os Belenenses     |
| 1. portugalská liga 1963/1964        | 23     | 14   | CF Os Belenenses     |
| 1. portugalská liga 1964/1965        | 24     | 8    | CF Os Belenenses     |
| 1. portugalská liga 1965/1966        | 26     | 11   | Sporting Lisabon     |
| 1. portugalská liga 1966/1967        | 21     | 0    | Sporting Lisabon     |
| 1. portugalská liga 1967/1968        | 23     | 3    | Sporting Lisabon     |
| 1. portugalská liga 1968/1969        | 22     | 9    | Académica de Coimbra |
| 1. portugalská liga 1969/1970        | 25     | 8    | Sporting Lisabon     |
| 1. portugalská liga 1970/1971        | 24     | 7    | Sporting Lisabon     |
| 1. portugalská liga 1971/1972        | 25     | 10   | Sporting Lisabon     |
| 1. portugalská liga 1972/1973        | 0      | 0    | Sporting Lisabon     |
| Campeonato Brasileiro Série A 1974   | 10     | 1    | CR Vasco da Gama     |
| 1. portugalská liga 1974/1975        | 15     | 2    | FC Porto             |
| Campeonato Brasileiro Série A 1975   | 26     | 2    | Sport Club do Recife |
| Campeonato Brasileiro Série A 1976   | 7      | 1    | Treze Futebol Clube  |
| CELKEM 1. portugalská liga           | 271    | 84   |                      |
| CELKEM Campeonato Brasileiro Série A | 43     | 4    |                      |